# 吉爾曼頓艾恩沃克斯 (新罕布什爾州)
吉爾曼頓艾恩沃克斯（英語：Gilmanton Ironworks）是位於美國新罕布什爾州貝爾納普縣的非建制地區。

## 歷史
吉爾曼頓艾恩沃克斯的郵局自1818年營運至今。

## 地理
吉爾曼頓艾恩沃克斯所處的海拔為高於海平面187米（即614英呎），而該地所採用的時區為UTC-5，即北美东部时区（EST）。同時該地設有夏令時間，為UTC-5調快一小時，即UTC-4（EDT）。